# Дидаскалія Апостолів
Дидаскалія (грец. Διδασκαλία τῶν ἀποστόλων, старогрец. Didascalia — «наука»)), (Настанова апостолів, або Дидаскалія яка є вченням дванадцяти апостолів і святих учнів нашого Господа) — одна з найраніших (перша половина III ст. ) пам'яток християнського права (corpus juris canonici), яку традиційно приписують святим апостолам.
Є збіркою моральних настанов і правових норм, які стосуються різних сторін життя. За свідченням 24 глави, апостольську «Дидаскалію» складено самими апостолами на Єрусалимському Соборі. Джерелами «Дидаскалії» слугують «Дідахе», зібрання Гнатових послань, діалог Юстина Мученика, апокрифічне євангеліє Петра, четверта книга Сивіллиних пророцтв. У кінці IV століття була перероблена у Сирії, склавши 6 перших книг так званих «Апостольських Постанов».